# Pagato per uccidere
'Pagato per uccidere è un film inglese del 1954 diretto da Montgomery Tully.

## Trama
Jim Nevill, un uomo d'affari sull'orlo del fallimento, decide di porre fine alla sua esistenza ma, per dare a sua moglie la possibilità di incassare l'assicurazione che egli ha stipulato a suo favore, deve far sembrare che la sua morte sia dovuta a un delitto occasionale e inaspettato. Incontra così Paul Kirby, un vecchio amico con un passato torbido, e lo incarica di ucciderlo entro cinque giorni.
La situazione finanziaria di Jim si risolve grazie a un imprevisto e Jim non desidera più la propria fine: entro cinque giorni dovrà rintracciare Kirby per liberarlo dall'incarico. Intanto riesce a sfuggire ad alcuni attentati che gli fanno credere che l'amico si stia dando da fare per adempiere al mandato, ma presto scopre che egli è fuggito all'estero, non sentendosi in grado di compiere il delitto. Chi sta tentando di ucciderlo è in realtà sua moglie che, insieme al suo amante, ha ordito un piano diabolico: far morire Jim facendo convergere gli indizi su Paul e intascare il premio assicurativo. 
Presto la situazione precipita e la moglie di Jim muore coinvolta in una sparatoria, il suo complice viene catturato e assicurato alla giustizia. Jim ritrova un affetto nella sua fedele segretaria.

## Produzione
Per salvaguardare l'industria cinematografica nazionale, nel Regno Unito fu varata nel 1927 una legge che imponeva alle sale di programmare una quota di film  realizzati nell'Impero britannico, con il risultato che alcuni produttori si erano specializzati nel girare velocemente e a basso costo una serie di film che rientrassero in questa quota. Di durata in genere sotto i 90 minuti, questi film erano destinati alla proiezione in doppio spettacolo, accoppiati a film di magior richiamo, di solito prodotti a Hollywood. Pagato per uccidere, prodotto dalla Hammer Film presso i Bray Studios, era uno di questi film, ma riuscì ad emergere tra gli altri per la vicenda a forti tinte, tanto che venne programmato anche negli Stati Uniti con il titolo Paid to Kill, da cui anche il titolo italiano.